# Lucien Michard

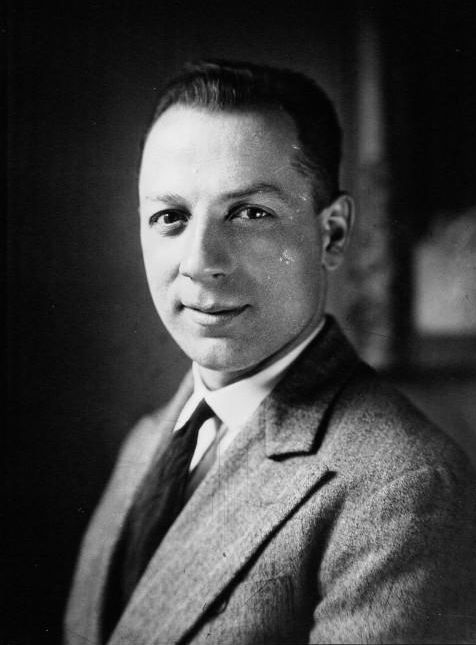
Lucien Michard (1930)

Lucien Michard (* 17. November 1903 in Épinay-sur-Seine; † 3. November 1985 in Aubervilliers) war ein französischer Bahnradsportler, der als Sprinter mit sechs Weltmeister-Titeln und einem Olympiasieg erfolgreich war.
Michards Vater, ein ehemaliger Radsportler, setzte den jungen Lucien bereits mit vier Jahren auf das Rad und förderte seine Radsportleidenschaften über viele Jahre. Er ermunterte seinen Sohn, als dieser die Schule abgeschlossen hatte, seine Zukunft ganz auf den Radsport auszurichten.
Lucien Michard gewann 1922 seine erste Landesmeisterschaft im Bahnsprint und den Sprint-Klassiker Grand Prix de Paris bei den Amateuren. 1923 wurde er wieder Landesmeister und beendete den Sprint-Grandprix als Zweiter, gewann aber bei den Amateur-Weltmeisterschaften. 1924 gewann Michard die nationale Meisterschaft, den Sprint-Grand Prix von Paris, die Goldmedaille bei den Olympischen Spielen im Sprint und den Weltmeistertitel.
1925 trat Michard zu den Profis über. Er wurde in diesem Jahr Französischer Meister und Dritter der Radweltmeisterschaften, denselben Rang belegte er auch 1926. Ab 1927 war Michard auch bei den Profis erfolgreich: Er wurde von 1927 bis 1930 viermal in Folge Weltmeister im Bahnsprint, nationaler Meister im Bahnsprint und gewann mehrere Sprint-Grand Prix, darunter 1925 den Großen Preis von Deutschland, dreimal den Grand Prix Kopenhagen und  den Großen Preis von Berlin 1930. Sechsmal gewann er den Grand Prix du Conseil municipal de la ville de Paris. Von 1931 bis 1933 war er dreimal hintereinander Vizeweltmeister. Auch stellte er mehrere Rekorde auf.
Bei den UCI-Bahn-Weltmeisterschaften 1931 kam es zu einem Eklat: Im Finallauf des Sprints zwischen Michard und dem Dänen Willy Falck Hansen entschied der belgische Zielrichter Alban Collignon, damals Präsident des belgischen Radsportverbandes und späterer Präsident des Weltradsportverbandes Union Cycliste Internationale, für Falck Hansen als Sieger und erklärte ihn zum Weltmeister. Obwohl sowohl die Fahrer als auch er selbst später erkannten, dass dies ein Fehlurteil war, erlaubten die damaligen Regeln keine Revision seiner Entscheidung. Da Collignon der einzige Zielrichter gewesen war, wurde als Konsequenz entschieden, künftig mehrere Zielrichter einzusetzen. Während Falck Hansen im Jahr nach der WM das Regenbogentrikot trug, fuhr Michard seine Rennen mit einem Globus auf dem Jersey.
Jeweils sechsmal gewann Michard den Grand Prix de l’UVF und den Grand Prix de Paris, dreimal den Grand Prix d’Angers. Den Grand Prix de la République gewann er 1926, 1927, 1929 und 1932. Im Grand Prix de l’UCI in Paris konnte er fünf Siege verzeichnen. 1934 und 1936 gewann er den Grand Prix de Reims, einen der ältesten Wettkämpfe für Bahnsprinter in Frankreich. Sein letzter großer Erfolg war sein sechster Sieg beim Grand Prix de Paris im Jahre 1936. Nach einem Streik der Rennfahrer gegen schlechte Bezahlung und eine nachfolgende Pressekampagne trat Michard zurück.
In Aiguillon, wo Michard lange lebte, ist eine Straße nach ihm benannt.